# Phare de l'île Auchilú
Le phare de l'île Auchilú  (en espagnol : Faro Isla Auchilú) est un phare actif situé sur une île à l'entrée nord du Canal de Darwin, (Province d'Aysén), dans la Région d'Aysén del General Carlos Ibáñez del Campo au Chili.
Il est géré par le Service hydrographique et océanographique de la marine chilienne dépendant de la Marine chilienne.

## Histoire
L'île d'Auchilú fait partie de l'archipel de Chonos.

## Description
Le phare  est une tour conique tronquée , avec une galerie et une lanterne de 10 m de haut. La tour est peinte en bandes blanches et rouges. Il émet, à une hauteur focale de 70 m, un éclat blanc par période de 15 secondes. Sa portée est de 15 milles nautiques (environ 28 km).
Identifiant : ARLHS : CHI-039 - Amirauté : G1564 - NGA : 111-2032 .

### Lien connexe
- Liste des phares du Chili